# Station Tsukaguchi (JR)
Station Tsukaguchi (塚口駅, Tsukaguchi-eki) is een spoorwegstation in de Japanse stad Amagasaki in de prefectuur Hyōgo. Het station dient niet verward te worden met het gelijknamige station ten westen van het station Tsukaguchi, dat wordt uitgebaat door Hankyu. Het wordt aangedaan door de Fukuchiyama-lijn. Het station heeft drie sporen.

## Treindienst

### JR West
| 1   | ■ Fukuchiyama-lijn | richting Takarazuka en Sanda              |
| 2,3 | ■ Fukuchiyama-lijn | richting Amagasaki, Osaka en Kita-Shinchi |

## Geschiedenis
Het station werd in 1894 geopend. 

## Overig openbaar vervoer
Bussen 12 en 21 van het busnetwerk van Amagasaki.

## Stationsomgeving
- Prefecturaal jeugdtheater van Amagasaki.
- Fabriek van Morinaga
- Fabriek van Mitsubishi Elektronica
- Chikamatsu-park
- 7-Eleven

(JR Kioto-lijn<<) ·  Ōsaka ·  Tsukamoto ·  Amagasaki ·  Tsukaguchi ·  Inadera ·  Itami ·  Kita-Itami ·  Kawanishi-Ikeda ·  Nakayamadera ·  Takarazuka ·  Namaze ·  Nishinomiyanajio ·  Takedao ·  Dōjō ·  Sanda ·  Shin-Sanda ·  Hirono ·  Aino ·  Aimoto ·  Kusano ·  Furuichi ·  Minami-Yashiro ·  Sasayamaguchi ·  Tamba-Oyama ·  Shimotaki ·  Tanikawa ·  Kaibara ·  Isō ·  Kuroi ·  Ichijima ·  Tamba-Takeda ·  Fukuchiyama · (>>Sanin-lijn)